# Ćehajići
Ćehajići es un pueblo de la municipalidad de Donji Vakuf, en el cantón de Bosnia Central, Bosnia y Herzegovina.

## Superficie
Posee una superficie de 1,39 kilómetros cuadrados.

## Demografía
Hasta 2013 la población era de 311 habitantes, con una densidad de población de 222,9 habitantes por kilómetro cuadrado.